# Alcalus tasanae
Espèce
Synonymes
- Rana pullus Smith, 1921 nec Stoliczka, 1870
- Rana tasanae Smith, 1921
- Ingerana tasanae (Smith, 1921)

Statut de conservation UICN

 VU B1ab(iii)+2ab(iii) : Vulnérable
Alcalus tasanae est une espèce d'amphibiens de la famille des Dicroglossidae.

## Répartition
Cette espèce est endémique de Thaïlande. Elle se rencontre dans les provinces de Kanchanaburi, de Chumpon, de Ranong, de Surat Thani et de Phang Nga à environ 1 000 m d'altitude.
Sa présence est incertaine en Birmanie.

## Description
Alcalus tasanae mesure de 31 à 40 mm.

## Étymologie
Son nom d'espèce lui a été donné en référence au lieu de sa découverte, Tasan.

## Publications originales
- Smith, 1921 : Two new batrachians and a new snake from Borneo and the Malay Peninsula. Journal of the Federated Malay States Museums, vol. 10, p. 197-199 (texte intégral).
- Smith, 1921 : New name for the frog Rana pullus. Journal of the Natural History Society of Siam, vol. 4, p. 193 (texte intégral).